# Экономический национализм
Экономи́ческий национали́зм — термин, используемый для описания политики, которая подчёркивает внутренний контроль над формированием экономики, труда и капитала, даже если это требует введения тарифов и других ограничений на передвижение рабочей силы, товаров и капитала. Он выступает против глобализации во многих случаях, или, по крайней мере, ставит под вопрос достоинства неограниченной свободной торговли. Экономический национализм может включать в себя такие доктрины как протекционизм, импортозамещение и дирижизм.
С точки зрения экономических националистов, рынок должен быть подчинён государству и представлять его интересы, например прежде всего обеспечивать национальную безопасность и накопление военной мощи. Кроме того, частью идеи экономического национализма является доктрина меркантилизма, поскольку экономические националисты рассматривают мировую торговлю как игру с нулевой суммой, где цель — получить относительную, а не взаимную, выгоду.
Экономический национализм предполагает индустриализацию при государственной поддержке. Согласно взглядам сторонников этих идей, промышленность положительно влияет на всю экономику благодаря эффекту перелива. Таким образом, по их мнению, экономический национализм увеличивает самодостаточность государства.

## История
Хотя термин «экономический национализм» был придуман относительно недавно французским парламентарием Бернардом Карайоном, идея экономического национализма существовала и ранее. К примеру, Уильям Сафир, защищая предложение Рональда Рейгана, Стратегическую оборонную инициативу, писал:

Наш общий знаменатель — национализм — как военный, так и экономический патриотизм, — склоняет нас на сторону максимальной национальной обороны.Оригинальный текст (англ.)Our common denominator is nationalism – both a military and economic patriotism – which inclines us to the side of pervasive national defense.— 